# Ignacio Artamendi
Ignacio Artamendi Abendibar, Artamendi o Artamendi II. (Mallavia, 1900-Zaldívar, 1953). Fue un pelotari español de la modalidad de mano, jugaba en la posición de zaguero. 

## Biografía
Inició su carrera profesional en el año 1920. Fue un formidable manomanista. En esta modalidad, fue el único pelotari de los años veinte y treinta que contendió mano a mano con Mariano Juaristi Mendizábal, Atano III, Pablo Elguezábal, Kirru y Juan Artetxe, Etxabe IV. 
Artamendi se enfrentó al menos en cuatro ocasiones contra el fenómeno de Azcoitia, Atano III. Artamendi venció en la primera de ellas, en el frontón de Marquina, por 22-13, siendo el único pelotari vizcaíno que venció mano a mano a Atano III en toda su carrera deportiva. En Azcoitia, cuna de Atano III, éste se tomó la revancha y venció a Artamendi. El 1 de marzo de 1925 volvieron a enfrentarse ambos pelotaris. Jugaron Artamendi sacando del uno y medio y Atano III sacando del tres y medio, venciendo en esta ocasión el delantero de Azkoitia por 22-14. Poco después, el 16 de marzo de 1925, en idéntico escenario, el Frontón Astelena de Éibar, jugaron Artamendi sacando del cuatro y Atano III jugando sólo con la derecha y sacando del uno. Igualaron a 21, venciendo finalmente Artamendi. 
Asimismo, el 20 de noviembre de 1927 se enfrentó mano a mano a Kirru, en el Frontón Moderno de San Sebastián. Artamendi dominaba cómodamente el partido por 8-1, cuando el delantero guerniqués tuvo que retirarse lesionado. 
El 3 de enero de 1928 midió sus fuerzas mano a mano con Etxabe IV, también en el Frontón Moderno de San Sebastián. En esta ocasión, Etxabe IV se impuso por 22-14.
En la modalidad de parejas, fue un zaguero excepcional. En 1927, con motivo de su enfrentamiento manomanista con Kirru, el periódico El País Vasco definía a Artamendi como el mejor zaguero manista. Asimismo, en 1928 tomó parte en el Torneo Excelsior, primer Campeonato de mano por parejas profesional, formando coalición con el zurdo Irureta II. Este torneo no pudo finalizar por diferencias entre las empresas que lo organizaban. Sin embargo, la pareja Irureta II-Artamendi, al igual que las formadas por Zabala-Chapasta y Ulacia-Altuna se convirtieron en clásicas, enfrentándose entre sí en numerosas ocasiones en los años posteriores al Campeonato.

## Juego
El juego de Artamendi se caracterizaba por sus condiciones atléticas y potente pegada, a la sazón la segunda más poderosa tras la de Mondragonés. Asimismo, contaba con una poderosa volea que sacaba a relucir principalmente en los partidos de mano a mano. 
Formó pareja junto con los más destacados delanteros vizcaínos de la época como Kirru, Alberto Egia y, en los primeros años de profesional de Dionisio Onaindia, logrando encender la rivalidad Vizcaya-Guipúzcoa al enfrentarse en innumerables ocasiones a las mejores parejas guipuzcoanas del momento (Etxabe III-Artazo, Etxabe IV-Urzelai, etc). 
Artamendi jugó al más alto nivel hasta la llegada de la guerra civil española. Con posterioridad a la conflagración bélica, la actividad pelotística en general fue intermitente, si bien Artamendi prolongó su carrera hasta la retirada en 1941.

## Homenaje
Una vez retirado, Ignacio Artamendi fue homenajeado en el Frontón Astelena de Éibar el 21 de diciembre de 1944. En el partido homenaje jugaron Bolinaga-Cortabitarte contra Akarregi-Gallastegui, venciendo los primeros por 22-16.